# 民兵警监
民兵警监是1936年至1943年苏联民兵的高级警衔。相当于二级集团军级军衔。

## 历史
1936年4月26日苏联中央执行委员会颁布民兵实行衔级制度。1936年5月5日苏联内务人民委员部民兵总局正式实施。 1943年2月9日，根据苏联最高苏维埃颁布的《内务人民委员部民兵指挥人员衔级制度》的命令，废除了上述警衔。

## 授衔清单
1936年7月11日授予四人民兵警监：
- 尼古拉·斯坦尼斯拉沃维奇·巴钦斯基（俄语：Бачинский, Николай Станиславович） (1894—1937)，乌克兰民兵总局局长
- 列昂尼德·达维多维奇·武尔（俄语：Вуль, Леонид Давыдович） (1899—1938)，莫斯科地区民兵总局局长
- 谢尔盖·尼古拉耶维奇·马尔卡里扬（俄语：Маркарьян, Сергей Николаевич） (1898—1937)，苏联内务人民委员部民兵总局副局长
- 德米特里·瓦西里耶维奇·乌索夫（俄语：Усов, Дмитрий Васильевич） (1888—1939) ，苏联内务人民委员部民兵总局副局长